# Stor tornskade
Stor tornskade (Lanius excubitor) er en 26 centimeter stor spurvefugl, der er udbredt i store dele af Nordamerika og Eurasien. Det er en sjælden ynglefugl i Danmark, men er ret almindelig som træk- og vintergæst fra den skandinaviske halvø og videre østover. Den er regnet som kritisk truet på den danske rødliste 2019.

## Udseende
Stor tornskade er med sine 26 cm på størrelse med en drossel. Den er kendelig på sin lange hale, grå ryg, lyse underside og på den sorte maske gennem øjet. Vingerne er sorte med hvidt vingebånd, idet der er en hvid plet på tværs af nogle af svingfjerene. Desuden er spidsen af de yderste håndsvingfjer hvide. Halens styrefjer er sorte med hvid spids og de midterste er hvide ved basis.
Han og hun ligner hinanden, men hunnen kan have mørke tværstriber på undersiden ligesom ungfuglene, der desuden har gråbrun overside. Næbbet minder om rovfuglenes, idet overnæbbet er kroget og ligesom hos falkene forsynet med en tand, for at lette aflivningen af byttet.
Arten ligner meget sydlig stor tornskade og rosenbrystet torskade.

## Stemme
Kaldet er et hæst kæææh, kæææh, kæææh, mens sangen består af lavmælte fløjtetoner.

## Levevis
Arten lever af insekter (fx større biller og græshopper), firben, padder, småfugle og mus. De jages oftest fra en udkigspost, men den store tornskade kan også som en tårnfalk stå stille i luften på kippende vinger, mens den afsøger terrænet. Den store rede bygges af begge køn i et fritstående træ eller en busk. De 5-7 grågrønne æg lægges i slutningen af april eller begyndelsen af af maj. Udrugningen af æggene foretages især af hunnen og varer 15-16 dage. Ungerne bliver i reden i knap tre uger, hvor de fodres af begge forældrefugle, der finder deres bytte i op til 500 meter fra reden.
Ligesom hos andre tornskader spiddes det fangede bytte ofte på torne som forråd til senere fortæring.

## Stor tornskade i Danmark
Stor tornskade yngler i Danmark i åbent lyngklædt terræn med spredt træbevoksning, i udkanten af nåletræsplantager eller ved læhegn omkring opdyrket hede. Arten er sandsynligvis indvandret til Danmark i løbet af 1800-tallet, men det første sikre ynglefund blev først gjort i 1927 nær Salten Langsø i Østjylland. Den kan have ynglet i Danmark i Middelalderen og i flere årtusinder f.v.t., da vegetationen på den tid sikkert var passende. Den opretholdt i mange år en relativt stabil ynglebestand på 20-30 registrerede par, især i Vest- og Sønderjylland, men på få år fra 2009 og frem til 2011 faldt bestanden drastisk til 4-6 par, de fleste i områderne nær Borris og Oksbøl i Vestjylland. Arten er på den nationale rødliste fra 2010, og bestanden vurderes til at være "kritisk truet"(CR).,.
Som trækgæst ses den ret almindeligt i hele landet i åbent terræn. Vintergæsterne opretholder et territorium, f.eks. i rydninger i større skove. De første gæster ses fra slutningen af september og de sidste forlader landet igen i midten af april.

## En kompleks art
Stor tornskade er nært beslægtet med omkring ti andre arter af tornskader. Afgrænsningen mellem flere af arterne er forbundet med stor usikkerhed. Sydlig stor tornskade (Lanius meridionalis) blev for eksempel tidligere kaldt en underart af stor tornskade, men betragtes nu som en art. Muligvis vil flere af de i alt 18 underarter af disse to fugle i fremtiden blive udskilt som arter.